# Ryan de Klerk
Pour les articles homonymes, voir de Klerk.
Ryan de Klerk, né en 1984, est un nageur sud-africain.

## Carrière
Ryan de Klerk est médaillé d'argent du relais 4 x 100 mètres nage libre aux Championnats d'Afrique de natation 2006 à Dakar.